# Órdenes de magnitud (longitud)
| Sección           | Rango (m) | Rango (m) | Unidad | Algunos ejemplos                                                     |
| Sección           | ≥         | <         | Unidad | Algunos ejemplos                                                     |
| ----------------- | --------- | --------- | ------ | -------------------------------------------------------------------- |
| Subatómica        | 0         | 10−15     | am     | leptones, quark, cuerda, longitud de Planck                          |
| Atómica a celular | 10−15     | 10−12     | fm     | protón, neutrón                                                      |
| Atómica a celular | 10−12     | 10−9      | pm     | longitud de onda de los rayos gammas y rayos X, átomo de hidrógeno   |
| Atómica a celular | 10−9      | 10−6      | nm     | hélice de ADN, virus, longitud de onda del espectro óptico           |
| Escala humana     | 10−6      | 10−3      | µm     | bacteria, gota de agua de niebla, cabello humano                     |
| Escala humana     | 10−3      | 100       | mm     | mosquito, pelota de golf, balón de fútbol                            |
| Escala humana     | 100       | 103       | m      | ser humano, campo de fútbol, Torre Eiffel                            |
| Escala humana     | 103       | 106       | km     | Monte Everest, longitud del Canal de Panamá, el asteroide más grande |
| Astronómica       | 106       | 109       | Mm     | la Luna, la Tierra, un segundo-luz                                   |
| Astronómica       | 109       | 1012      | Gm     | Sol, un minuto-luz, órbita de la Tierra                              |
| Astronómica       | 1012      | 1015      | Tm     | órbitas de los planetas exteriores, Sistema solar                    |
| Astronómica       | 1015      | 1018      | Pm     | un año-luz; distancia a Próxima Centauri                             |
| Astronómica       | 1018      | 1021      | Em     | [brazo espiral]] de una galaxia                                      |
| Astronómica       | 1021      | 1024      | Zm     | Vía Láctea, distancia a la Galaxia Andrómeda                         |
| Astronómica       | 1024      | ∞         | Ym     | universo visible                                                     |

## Lista detallada
Para ayudar a comparar los diferentes órdenes de magnitud, la lista siguiente describe varias longitudes entre 1,6×10−35 m y 1,3×1026 m.

### Subatómica
| Factor (m) | Nombre            | Valor                                                                    | Ejemplo |
| ---------- | ----------------- | ------------------------------------------------------------------------ | --- |
| 10−35      |                   | 0.000000000016 ym (1.6×10−35 m)                                          | Longitud de Planck, tamaño de una hipotética cuerda y de las branas; de acuerdo con la teoría de cuerdas, las longitudes más pequeñas que esta no tienen ningún sentido físico. Espuma cuántica se piensa que existe a este escala de longitudes.                                                |
| 10−24      | 1 yoctometro (ym) | 20 ym (2 × 10−23 metros)                                                 | Radio de la sección efectiva de los neutrinos de 1 MeV |
| 10−21      | 1 zeptometro (zm) |                                                                          | Preones, hipotéticas partículas propuestas como subcomponentes de los quarks y los leptones; límite superior de la anchura de un cuerda cósmica en la teoría de cuerdas. |
| 10−21      | 1 zeptometro (zm) | 7 zm (7 × 10−21 metros)                                                  | Radio de la sección efectiva de los neutrinos de alta energía |
| 10−21      | 1 zeptometro (zm) | 354 zm (3.54 × 10−19 metros)                                             | Longitud de onda de De Broglie de los protones en el Gran Colisionador de Hadrones (energías de 3,5 TeV en 2011) |
| 10−18      | 1 attometro (am)  |                                                                          | Límite superior para el tamaño de quarks y electrones |
| 10−18      | 1 attometro (am)  | Sensibilidad del detector LIGO para ondas gravitacionales                | |
| 10−18      | 1 attometro (am)  | Límite superior del rango de tamaño típico de las cuerdas fundamentales" | |
| 10−17      | 10 am             |                                                                          | Alcance de la fuerza débil |
| 10−16      | 100 am            |                                                                          | De acuerdo con Craig Hogan, un científico de Fermilab, la escala prevista en la resolución del espacio-tiempo, si se supone que el universo satisface el principio holográfico, una predicción que, según los informes preliminares, está de acuerdo con las observaciones del detector GEO 600. |

### Atómica a celular
| Factor (m) | Nombre            | Valor                     | Ejemplo                                                                                            |
| ---------- | ----------------- | ------------------------- | -------------------------------------------------------------------------------------------------- |
| 10−15      | 1 femtómetro (fm) | 1,5 fm                    | Tamaño de un protón de 11 MeV                                                                      |
| 10−15      | 1 femtómetro (fm) | 2,81794 fm                | Radio clásico del electrón                                                                         |
| 10−15      | 1 femtómetro (fm) | Escala del núcleo atómico | |
| 10−14      | 10 fm             |                           | |
| 10−13      | 100 fm            |                           | |
| 10−12      | 1 picómetro (pm)  | ...                       | Longitud de onda más alta de los rayos gamma                                                       |
| 10−12      | 1 picómetro (pm)  | 2.4 pm                    | Longitud de onda Compton del electrón                                                              |
| 10−12      | 1 picómetro (pm)  | 5 pm                      | Longitud de onda de los rayos X más cortos                                                         |
| 10−11      | 10 pm             | 25 pm                     | radio del átomo de hidrógeno                                                                       |
| 10−11      | 10 pm             | 31 pm                     | radio del átomo de helio                                                                           |
| 10−11      | 10 pm             | 53 pm                     | Radio de Bohr                                                                                      |
| 10−10      | 100 pm            | 100 pm (0.1 nm)           | 1 Ångström (también radio covalente del átomo de azufre)                                           |
| 10−10      | 100 pm            | 154 pm (0.154 nm)         | longitud típica del enlace covalente (C–C).                                                        |
| 10−10      | 100 pm            | 500 pm (0.50 nm)          | Anchura de una hélice α de proteína                                                                |
| 10−9       | 1 nanómetro (nm)  | 1 nm                      | diámetro de un nanotubo de carbono                                                                 |
| 10−9       | 1 nanómetro (nm)  | 2.5 nm                    | Anchura de la puerta más pequeña de un transistor de óxido de un microprocesador (enero de 2007)   |
| 10−9       | 1 nanómetro (nm)  | 6–10 nm                   | Anchura de membrana celular                                                                        |
| 10−8       | 10 nm             | 10 nm                     | Anchura de la pared celular en bacterias Gram-negativas                                            |
| 10−8       | 10 nm             | 40 nm                     | Longitud de onda en el ultravioleta extremo                                                        |
| 10−8       | 10 nm             | 90 nm                     | Virus de immunodeficiencia humana (HIV) (generalmente, el tamaño de un virus va de 20 nm a 450 nm) |
| 10−7       | 100 nm            | 121,6 nm                  | Longitud de onda de la línea alfa de la serie de Lyman                                             |
| 10−7       | 100 nm            | 380–435 nm                | Longitud de onda del color violeta en el espectro óptico                                           |
| 10−7       | 100 nm            | 625–740 nm                | Longitud de onda de la luz roja                                                                    |

### Escala humana
| Factor (m)     | Nombre            | Valor         | Ejemplo |
| -------------- | ----------------- | ------------- | --- |
| 10−6           | 1 micrómetro (µm) | 1 µm          | también llamado una micra o micrón                                                                                           |
| 10−6           | 1 micrómetro (µm) | 1–3 µm        | Tamaño de partículas que una máscara quirúrgica elimina con un 80–95% de eficiencia                                          |
| 10−6           | 1 micrómetro (µm) | 7 µm          | diámetro de un glóbulo rojo                                                                                                  |
| 10−5           | 10 µm             | 10 µm         | Tamaño típico de una gota de agua de niebla, bruma o nube. Chip con tecnología de proceso de 10 µm en 1971.                  |
| 10−5           | 10 µm             | 12 µm         | Grosor de un fibra acrílica                                                                                                  |
| 10−5           | 10 µm             | 25,4 µm       | 1/1000 pulgada, habitualmente llamada mil                                                                                    |
| 100 µm\|10−4]] | 100 µm            | 100 µm        | Anchura de un cabello o pelo humano                                                                                          |
| 100 µm\|10−4]] | 100 µm            | 200 µm        | Longitud típica de un Paramecium caudatum, un protista ciliado                                                               |
| 100 µm\|10−4]] | 100 µm            | 300 µm        | Diámetro de Thiomargarita namibiensis, la bacteria más grande descubierta                                                    |
| 10−3           | 1 milímetro (mm)  | 2.54 mm       | 1/10 de pulgada; distancia entre pines en componentes electrónicos DIP (empaquetamiento dual en línea o dual-inline-package) |
| 10−3           | 1 milímetro (mm)  | 5 mm          | Longitud de una hormiga roja media                                                                                           |
| 10−3           | 1 milímetro (mm)  | 7,62 mm       | Tamaño de la munición militar habitual                                                                                       |
| 10−2           | 1 centímetro (cm) | 1.5 cm        | Longitud de un mosquito grande                                                                                               |
| 10−2           | 1 centímetro (cm) | 2,54 cm       | 1 pulgada |
| 10−2           | 1 centímetro (cm) | 4,267 cm      | diámetro de una pelota de golf                                                                                               |
| 10−1           | 1 decímetro (dm)  | 10 cm         | Longitud de onda de las ondas de radio UHF de mayor frecuencia, 3 GHz                                                        |
| 10−1           | 1 decímetro (dm)  | 30,48 cm      | 1 pie |
| 10−1           | 1 decímetro (dm)  | 91 cm         | 1 yarda |
| 100            | 1 metro           | 1 m           | Longitud de onda de las ondas de radio UHF de menor frecuencia y de las VHF de mayor frecuencia, 300 MHz                     |
| 100            | 1 metro           | 1,7 m         | Altura media de un ser humano                                                                                                |
| 100            | 1 metro           | 8,38 m        | Longitud de un autobús tipo (Routemaster) o Double decker                                                                    |
| 101            | 1 decámetro (dam) | 10 m          | Longitud de onda de las ondas de radio VHF de menor frecuencia y de las de Onda corta con mayor frecuencia, 30 MHz           |
| 101            | 1 decámetro (dam) | 33 m          | Longitud de la ballena azul más grande medida, el animal más grande                                                          |
| 101            | 1 decámetro (dam) | 93,47 m       | Altura de la Estatua de la Libertad (base del pedestal a la antorcha)                                                        |
| 102            | 1 hectómetro (hm) | 100 m         | Longitud de onda de las ondas cortas de radio de menor frecuencia, y de las ondas medias de mayor frecuencia, 3 MHz          |
| 102            | 1 hectómetro (hm) | 137 m (147 m) | Altura de la Gran Pirámide de Giza                                                                                           |
| 102            | 1 hectómetro (hm) | 979 m         | Altura del Salto Ángel, la cascada en caída libre más alta del mundo, (Venezuela)                                            |
| 103            | 1 kilómetro (km)  | 1 km          | Longitud de onda de las ondas medias de radio de menor frecuencia, 300 kHz                                                   |
| 103            | 1 kilómetro (km)  | 1.609 m       | 1 milla internacional |
| 103            | 1 kilómetro (km)  | 8848 m        | Altura de la montaña más alta de la Tierra, el Monte Everest                                                                 |
| 104            | 10 km             | 10,911 km     | Profundidad de la parte más profunda del océano, Fosa de las Marianas                                                        |
| 104            | 10 km             | 13 km         | Anchura mínima del Estrecho de Gibraltar, que separa Europa y África                                                         |
| 104            | 10 km             | 90 km         | Anchura del Estrecho de Bering                                                                                               |
| 105            | 100 km            | 111 km        | distancia correspondiente a 1 grado de latitud sobre la superficie de la Tierra                                              |
| 105            | 100 km            | 163 km        | Longitud del Canal de Suez                                                                                                   |
| 105            | 100 km            | 974,6 km      | Diámetro mayor del planeta enano, Ceres                                                                                      |

### Astronómica

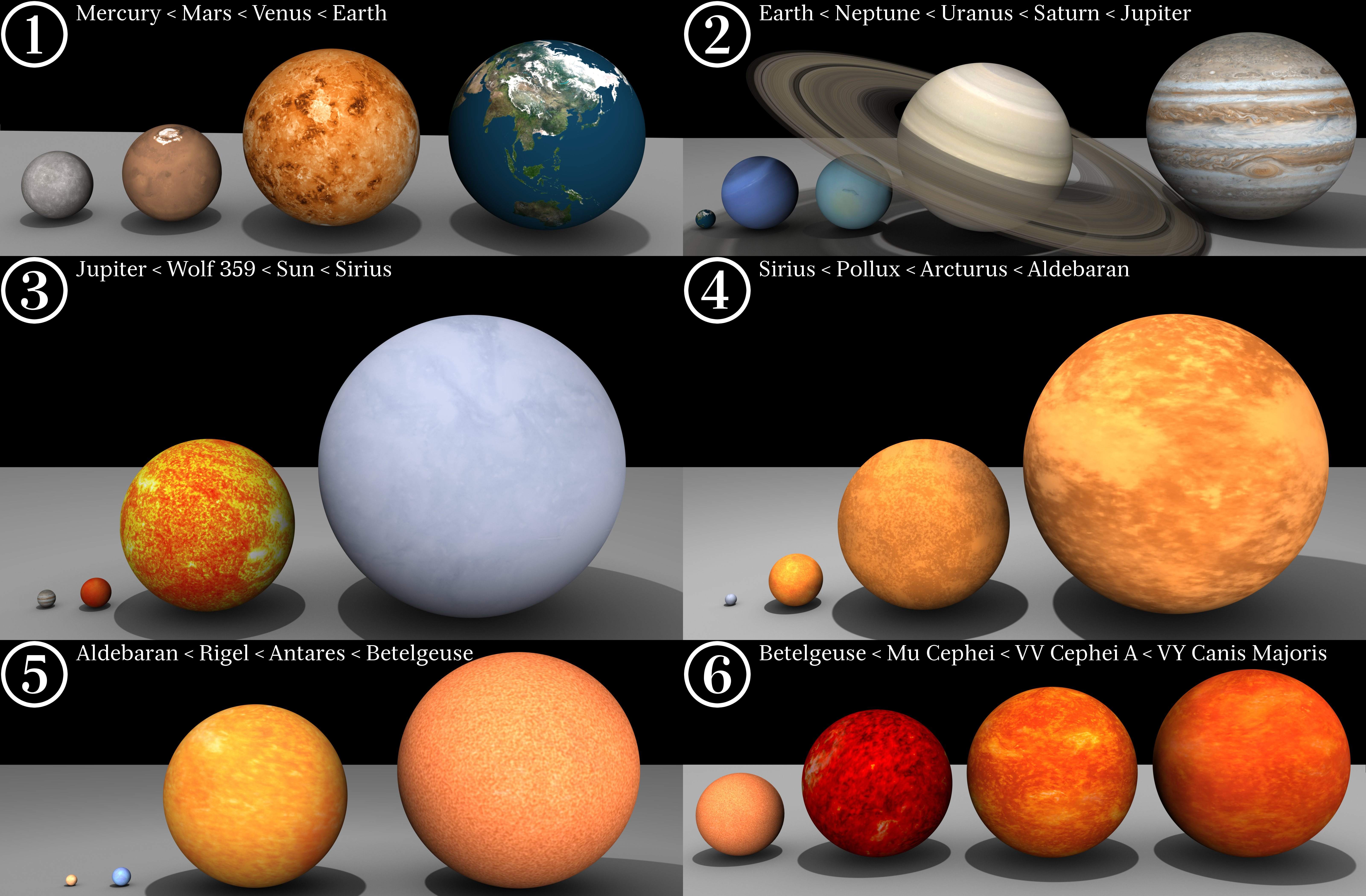
Ilustración de los tamaños de los planetas y estrellas

| Factor (m)                         | Nombre                                 | Valor | Ejemplo |
| ---------------------------------- | -------------------------------------- | --- | --- |
| 106                                | 1,000 km = 1 megámetro (Mm)            | 2.390 km | Diámetro del planeta enano Plutón, anteriormente el menor planeta de esa categoría en nuestro Sistema solar                                                                                      |
| 106                                | 1,000 km = 1 megámetro (Mm)            | 3.480 km | Diámetro de la Luna |
| 106                                | 1,000 km = 1 megámetro (Mm)            | 5.200 km | Distancia típica recorrida por el ganador de la carrera automovilista 24 Horas de Le Mans |
| 106                                | 1,000 km = 1 megámetro (Mm)            | 6.400 km | Longitud de la Gran Muralla china |
| 106                                | 1,000 km = 1 megámetro (Mm)            | 6.600 km | Longitud aproximada de los dos ríos más largos, el Nilo y el Amazonas |
| 106                                | 1,000 km = 1 megámetro (Mm)            | 7.821 km | Longitud de la Carretera transcanadiense |
| 106                                | 1,000 km = 1 megámetro (Mm)            | 9.288 km | Longitud del Ferrocarril Trans-Siberiano, el más largo del mundo |
| 107                                | 10,000 km                              | 12.756 km | Diámetro ecuatorial de la Tierra |
| 107                                | 10,000 km                              | 40.075 km | Longitud del ecuador de la Tierra |
| 108                                | 100,000 km                             | 142.984 km | Diámetro de Júpiter |
| 108                                | 100,000 km                             | 299.792,458 km | Distancia que recorre la luz en un segundo |
| 108                                | 100,000 km                             | 384.000 km = 384 Mm | Distancia de la Tierra a la Luna |
| 109                                | 1 millón de km = 1 gigámetro (Gm)      | 1.390.000 km = 1.39 Gm | Diámetro del Sol |
| 109                                | 1 millón de km = 1 gigámetro (Gm)      | 4.200.000 km = 4.2 Gm | Distancia más grande recorrida por un coche (Un Volvo P-1800S de 1966, todavía activo) |
| 10                                 | 10 millones de km                      | 18 millones de km | Aproximadamente un minuto luz |
| 1011                               | 100 millones de km                     | 150 millones de km = 150 Gm                                                                                                  | 1 Unidad astronómica (UA); distancia media de la Tierra al Sol |
| 1011                               | 100 millones de km                     | ~ 900 Gm | Diámetro óptico de Betelgeuse (~600 × Sol) |
| 1012                               | 1000 millones de km = 1 terámetro (Tm) | 1,4 ×109 km | Radio de la órbita de Saturno en torno al Sol |
| 1012                               | 1000 millones de km = 1 terámetro (Tm) | ~ 3 ×109 km | Diámetro óptico estimado de VY Canis Majoris, según la lista de las estrellas más grandes conocidas en 2007 (~2000 × Sol)                                                                        |
| 1012                               | 1000 millones de km = 1 terámetro (Tm) | 5,9 ×109 km = 5.9 Tm | Radio de la órbita de Plutón en torno al Sol |
| 1012                               | 1000 millones de km = 1 terámetro (Tm) | ~ 7,5 ×109 km = 7.5 Tm | Límite exterior del Cinturón de Kuiper, límite interior de la Nube de Oort (~ 50 UA) |
| 1013                               | 10 Tm                                  | | Diámetro del Sistema Solar |
| 1013                               | 10 Tm                                  | 16,25×109 km = 16.25 Tm | Distancia de la nave Voyager 1 al Sol (en febrero de 2009}}), el objeto más lejano fabricado por el hombre                                                                                       |
| 1014                               | 100 Tm                                 | 1,8×1011 km = 180 Tm | Tamaño del disco de escombros alrededor de la estrella 51 Pegasi |
| 1015                               | 1 petámetro (Pm)                       | ~ 7,5 ×1012 km = 7.5 Pm | Límite exterior estimado de la Nube de Oort (~ 50.000 AU) |
| 1015                               | 1 petámetro (Pm)                       | 9,46×1012 km = 9,46 Pm = 1 año luz                                                                                           | Distancia que la luz recorre en un año; a su velocidad actual, el Voyager 1 necesitaría 17.500 años en recorrer esa distancia                                                                    |
| 1016                               | 10 Pm                                  | 3,2616 años luz (3,08568×1016 m = 30,8568 Pm)                                                                                | 1 parsec |
| 1016                               | 10 Pm                                  | 4,22 años luz = 39,9 Pm | Distancia a la estrella más cercana (Próxima Centauri) |
| 1016                               | 10 Pm                                  | 10,4 años luz = 98,4 Pm | Distancia al planeta extrasolar más cercano (Epsilon Eridani b), en septiembre de 2007 |
| 1017                               | 100 Pm                                 | 20,4 años luz = 193 Pm | Distancia al planeta extrasolar más cercano con potencial para soportar vida tal como la conocemos, (Gliese 581 d), en octubre de 2010                                                           |
| 1017                               | 100 Pm                                 | 65 años luz = 6,15×1017 m = 615 Pm                                                                                           | Radio aproximado de la burbuja de radio de la humanidad, causada por las emisiones de TV de alta potencia que se escapan a través de la atmósfera al espacio exterior                            |
| 1018                               | 1 exámetro (Em)                        | 200 años luz = 1,9 Em | Distancia al gemelo solar más cercano (HIP 56948), una estrella con propiedades virtualmente idénticas a nuestro Sol                                                                             |
| 1019                               | 10 Em                                  | 1.000 años luz = 9,46 Em or 9,46 × 1015 km                                                                                   | Grosor medio de la Vía Láctea (1000 a 3000 años luz según observaciones de radio con longitud de onda 21 cm)                                                                                     |
| 1020                               | 100 Em                                 | 12.000 años luz = 113,5 Em o 1,135 × 1017 km                                                                                 | Grosor del disco gaseoso de la Vía Láctea |
| 1021                               | 1 zettámetro (Zm)                      | 100.000 años luz | Diámetro del disco galáctico de la Vía Láctea |
| 1021                               | 1 zettámetro (Zm)                      | 50 kiloparsecs | Distancia a la SN 1987A, la más reciente supernova visible a simple vista |
| 1021                               | 1 zettámetro (Zm)                      | 52 kiloparsecs = 1,6×1021 m = 1,6 Zm                                                                                         | Distancia a la Gran nube de Magallanes (una galaxia enana que orbita en torno a la Vía Láctea)                                                                                                   |
| 1021                               | 1 zettámetro (Zm)                      | 54 kiloparsecs = 1,66 Zm | Distancia a la Pequeña nube de Magallanes (otra galaxia enana que orbita en torno a la Vía Láctea)                                                                                               |
| 1022                               | 10 Zm                                  | 22,3 Zm = 2,36 millones de años luz = 725 kiloparsecs                                                                        | Distancia a la Galaxia Andrómeda |
| 1022                               | 10 Zm                                  | 50 Zm (1,6 Mpc) | Diámetro del Grupo local de galaxias |
| 1023                               | 100 Zm                                 | 300–600 Zm = 10–20 megaparsecs                                                                                               | distancia al cúmulo de Virgo de galaxias |
| 1024                               | 1 yottámetro (Ym)                      | 200 millones de años luz = 2 Ym = 60 megaparsecs                                                                             | Diámetro del Supercúmulo Local y de los mayores vacíos y filamentos. |
| 1024                               | 1 yottámetro (Ym)                      | 550 millones de años luz ~170 megaparsecs ~5 Ym                                                                              | diámetro del enorme Supercúmulo Horologium |
| 1025                               | 10 Ym                                  | 1,37 billones de años luz = 1,37×1025 m = 13,7 Ym                                                                            | Longitud de la Gran Muralla Sloan, una gigantesca pared de galaxias (filamento galáctico). |
| 1026                               | 100 Ym                                 | 1×1010 años luz = 1026 m = 100 Ym                                                                                            | Distancia estimada que recorre la luz de ciertos quasars |
| 1026                               | 100 Ym                                 | 92×109 años luz = 9,2×1026 m = 920 Ym                                                                                        | Diámetro aproximado de la (distancia comóvil) del universo observable |
| 1027                               | 1000 Ym                                | ~250 billones de años luz = 2,4×1027 m = 2400 Ym                                                                             | Según una estimación que usa datos de WMAP, se puede afirmar con un 95% de confianza que hay un límite inferior de 21 muestras del tamaño del horizontes de partículas en el tamaño del universo |
| {\displaystyle 10^{10^{10^{122}}}} | {\displaystyle 10^{10^{10^{122}}}} Ym  | {\displaystyle 10^{10^{10^{122}}}} megaparsecs = {\displaystyle 10^{10^{10^{122}}}} m = {\displaystyle 10^{10^{10^{122}}}}Ym | Tamaño del universo después de la inflación cosmológica, según se deduce de una resolución de la propuesta de universo sin límites                                                               |